# Route départementale 34 (Morbihan)
Pour les articles homonymes, voir Route départementale 34.
La route départementale 34 ou RD 34 est une route départementale du département du Morbihan. Elle relie la limite de la Loire-Atlantique à Pénestin. Elle est prolongée par la RD 526 dans la Loire-Atlantique.

## Tracé
- Saint-Dolay
- La Roche-Bernard
- Férel
- Camoël
- Pénestin